# Ходжалинско клане
Ходжалинско клане, известно също като Трагедия в Ходжали, е убийството на най-малко 161 цивилни азербайджанци от град Ходжали на 25 – 26 февруари 1992 година по време на Нагорнокарабахския конфликт, извършен от арменските сили с помощта на руски военни.
Според Азербайджан, Human Rights Watch и други международни наблюдатели, клането е извършено с помощта на руския 366-и моторизиран стрелкови полк, който не действа по заповед от командването. Според азербайджанските власти жертвите са 613 цивилни, включително 106 жени и 83 деца. Това е най-голямото клане през Нагорнокарабахския конфликт. Азербайджанските източници понякога споменават събитията като „Ходжалински геноцид“ (на азербайджански: Xocalı soyqırımı) и „Трагедия в Ходжали“ (на азербайджански: Xocalı faciəsi), като целта на първото определение е Азербайджан, изграждащ отношенията си с Турция въз основа на концепцията "Един народ в две държави" да засили отричането на Арменския геноцид.

## Предпоставки
По време на Нагорнокарабахския конфликт, Армения и Азербайджан са жертви на погроми и етнически прочиствания, които водят до многобройни жертви и принудително напускане на родните места на големи групи от хора. През 1992 година конфликтът прераства в пълномащабна война. През февруари 1992 година столицата на Арцах, Степанакерт, е под блокада и постоянна бомбардировка от азербайджанските сили.
Град Ходжали е на пътя от Шуша и Степанакерт до Агдам и разполага с единственото за района летище. Летището е от първостепенно значение за оцеляването на населението в Арцах, който няма връзка по земя с Армения и е под пълна блокада от Азербайджан. Според доклади на „Human Rights Watch“, Ходжали е използван за база на азербайджанските сили, които подлагат на артилерийски обстрел Степанакерт. Безразборният артилерийски обстрел и стреляне със снайпер убива или осакатява стотици цивилни, унищожава домове, болници и други обекти, които не са легитимни военни цели, и в общи линии тероризира цивилното население. Ходжали е подложен на артилерийски обстрел от арменските сили почти всекидневно през зимата на 1991 – 1992 година, и хората привикват да прекарват нощите под земята. През зимата на 1992 година, арменските сили преминават в настъпление, принуждавайки почти цялото азербайджанско население на територията да бяга, извършвайки каквото Human Rights Watch описва като „безсъвестни актове на насилие срещу цивилни“ докато хората бягат. През 1988 година градът има 2135 жители. Поради войната в Нагорни Карабах и размяната на население между Армения и Азербайджан, както и бежанци сред турците-месхетинци, които напускат Централна Азия и впоследствие се установяват в Ходжали, броят на жителите нараства до около 6000 души през 1991 година.
През октомври 1991 години, силите на Нагорни Карабах отрязват пътя между Ходжали и Агдам, така че единствената връзка с града е чрез хеликоптер. Ходжали е отбраняван от местни ОМОН части под командването на Алиф Хаджийев, които наброяват около 160 или толкова леко въоръжени души. Преди атаката, градът е без електричество и газ от няколко месеца.
Според организацията „Мемориал“, от есента на 1991 година Ходжали на практика е под блокада от арменските въоръжени сили и след оттеглянето на съветските вътрешни войски от Карабах блокадата преминава в пълна. Няколко жители успяват да напуснат блокирания град, но цивилното население не е напълно евакуирано, въпреки настоятелните искания на главата на изпълнителна власт в Ходжали, Е. Мамедов.
Според британския журналист Томас де Вал, трагедията в Ходжали е резултат на спонтанно, отколкото на „съзнателно планирано“ действие от арменците. В книгата си за конфликта, обаче, де Вал посочва, че „убийствата може, поне в малка част, да са съзнателен акт на масово убийство за сплашване“. В доклад, публикуван от 1992 година от Human Rights Watch, се посочва, че тяхното разследване открива, че азербайджанските специални сили ОМОН и „опълчението, още в униформи, а някои все още носещи оръжието си, са разпръснати сред тълпите от цивилни“. Въпреки това, според „Human Rights Watch“ „атакуващата група е задължена да преустанови атаката ако стане ясно, че атаката може да предизвика жертви сред цивилните“.

## Трагедията
Според Human Rights Watch, трагедията започва когато голяма колония от жители, придружени от дузина отстъпващи бойци, бягат от града когато той попада под контрола на арменските сили. Като доближават границата с Азербайджан, попадат на арменски военен пост и са подложени на жесток огън.
Според „Мемориал“, част от населението започва да напуска Ходжали скоро след началото на атаката, опитвайки се да избяга към Агдам, и въоръжени хора от градския гарнизон са сред бягащите хора. Хората напускат в две посоки:
- от източната част на града в североизточна посока покрай реката, подминавайки Аскеран отляво (този маршрут, според арменските власти, е предоставен като „свободен коридор“);
- от северната част на града в североизточна посока, подмивайки Аскеран отдясно (изглежда, че по-малък брой хора използват този път за бягство).

Така, по-голямата част от цивилните напускат Ходжали, докато около 200 – 300 души остават в града, криейки се в къщите и мазетата си. В резултат на бомбардировката на града, неопределен брой цивилни са убити по време на атаката. На практика арменската страна отказва да предостави данни на наблюдателите от „Мемориал“, колко души са загинали. По двете групи от бягащи е открит огън, в резултат на който много хора са убити. Останалите живи се разпръсват. Бягащите попадат на арменски военни постове, откъдето е стреляно по тях. Няколко души успяват да избягат в Агдам, други, предимно жени и деца (точният брой е невъзможен да бъде определен), умират от измръзване докато се скитат из планините, трети са пленени близо до селищата Нахичеваник и Пирямал.

## Участие на 366-и полк на ОНД
Според международни наблюдатели, войници и офицери от 366-и полк взимат участие в атаката над Ходжали. „Мемориал“ призовава за разследване на фактите около участието на войници от ОНД във военни операции в региона и предаването на военно оборудване на страните в конфликта. Скоро след трагедията, в началото на март 1992 година, полкът е изтеглен от Нагорни Карабах. Евакуирани са членовете на полка с хеликоптер, но над 100 войници и офицери остават в Степанакерт и се присъединяват към арменските сили, включително командира на втори батальон майор Сейран Оганян, който впоследствие става Министър на отбраната на Армения. Вестникът „Красная звезда“ пише следното:
| „                                                              | въпреки категоричните заповеди от командването на окръга, няколко военнослужещи от 366-и моторизиран стрелкови полк са взели участие на страната на карабахците във военните действия при Ходжали през 20-те дни на февруари. Записани са най-малко два такива случая. А при евакуацията на наличния състава на полка, десантчици произволно са проверили няколко военнослужещи и са открили у тях големи суми пари, в това число и чуждестранна валута | “ |
| Карабах: война до победен край?, в. „Красная звезда“, 11.03.92 | |   |

## Предупреждения и свободния коридор
Докладът на „Мемориал“ съобщава, че арменската страна съобщава, че свободен коридор за бягащи цивилни е предоставен. Докладът казва:
| „ | Според властите на НКР и участвалите в нападението, населението на Ходжали е било информирано за наличието на този коридор чрез високоговорители монтирани на бронетранспортьори. Властите на НКР също отбелязват, че няколко дни преди нападението, листовки са били пуснати над Ходжали от хеликоптери, подтиквайки населението на Ходжали да използва свободния коридор. Обаче, нито едно копие на такава листовка не е предоставено на наблюдателите от Мемориал в подкрепа на това твърдение. Подобно, никакви следи от такива листовки не са открити от наблюдателите от Мемориал в Ходжали. Когато е разговаряно с бежанците от Ходжали, те споделят, че не са чули за такива листовки. Няколко дни преди нападението, представители на арменската страна на няколко пъти са информирали властите на Ходжали по радиото за предстоящата нападение и са ги подтикнали към незабавна евакуация на населението от града. Фактът, че тази информация е получена от азербайджанската страна и е предадена до Баку е потвърдено от вестниците в Баку (Бакинский Рабочий) | “ |

Арменските бойци твърдят пред наблюдателите от Human Rights Watch, че изпращат последно предупреждение до азербайджанските сили в Ходжали, в което се казва, че ако атаките с ракети от този град към Степанакерт не бъдат преустановени, арменските сили ще атакуват. Докладът цитира показанията на азербайджанска жена:
| „ | Според A.H., азербайджанска жена интервюирана от Хелзинки Уоч в Баку: „След като арменците превзеха Malybeyli, те направиха ултиматум на Ходжали... и че хората от Ходжали е по-добре да напуснат с бяло знаме. Alif Gajiev [ръководител на опълчението в Ходжали] ни каза това на 15 февруари, но това не уплаши мен или други хора. Никога не сме вярвали, че могат да окупират Ходжали.“ | “ |

Елмар Мамедов, кметът на Ходжали, свидетелства, че азербайджанските власти знаят за атаката, но не взимат никакви мерки за евакуация на цивилните:
| „ | На 25 февруари 1992 в 20:30 часа ни беше казано, че танкове на врага са били разположени около града на бойна позиция. Информирахме всеки за това по радиото. Освен това на 24 февруари аз се обадих в Агдам и им казах, че пленен арменски боец ни информира за предстоящата атака... Нямаше отговор. Също помолих да бъде изпратен хеликоптер за транспортирането на възрастните, жените и децата. Но помощ не дойде. | “ |

Докладът на Мемориал цитира думите на Елмар Мамедов публикувани във вестника „Русская мысль“ (3.04.92): „Знаехме, че този коридор е предоставен за изход на цивилните...“
Няма свидетели интервюирани от Хелзинки Уоч от азербайджанска страна, които казват, че предварително знаят за такъв коридор.